# 파로 (신라)
파로(波路, ?~?)는 신라의 촌주이다.

## 생애
어질고 지혜가 있다고 소문이 났던 그는 417년에 눌지 마립간이 즉위하자 눌지 마립간은 타국에 있는 자신의 동생 복호(卜好)와 미사흔(未斯欣)을 구출해줄 것을 그에게 부탁했다. 하지만 그는 부탁을 거절하고 박제상(朴堤上)을 대신 추천했다.